# نقوش صغيرة (طوابعية)
النقوش الصغيرة، في علم الطوابع البريدية، هي الجزء المركزي من تصميم طابع البريد، مثل رأس ملك أو تصميم الصورة، وغالباً ما يتفرع هذا التصميم إلى حواف الطابع.

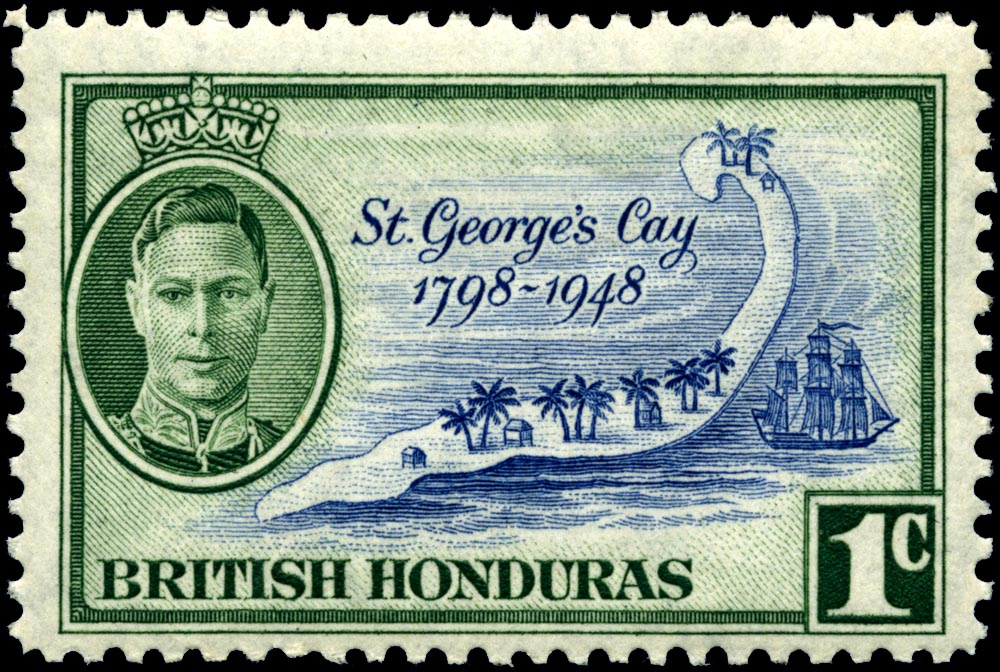
النقش التصويري المركزي على طابع هندوراس البريطاني لعام 1948، باللون الأزرق. الإطار باللون الأخضر.

وغالباً ما تكون النقوش الصغيرة المركزية محاطة بإطار. وغالباً ما تُنقش النقوش الصغيرة والإطار على لوحة واحدة، بينما توجد أحياناً لوحتان منفصلتان للإطار والنقوش الصغيرة، حيث يمكن طباعة النقوش الصغيرة بشكل منفصل وغالباً ما تكون بلون مختلف. وتُعرف اللوحة التي طُبعت منها اللوحة المنقوشة بالنقوش الصغيرة باسم اللوحة المنقوشة.
وقد أدت أخطاء الطباعة في بعض الأحيان إلى أن تكون لوحة النقوش الصغيرة مقلوبة. ولعل أشهر مثال على ذلك لوحة جيني المقلوبة.

## معاني أخرى
هناك وصف آخر لمصطلح (نقوش صغيرة) في مجال الطوابع هو وصف الملصقات الدعائية أو طوابع الملصقات التي لا تحمل صلاحية بريدية، مثل تلك التي أنتجتها شركة ديلاندر في فرنسا أثناء الحرب العالمية الأولى.

## الوصف والتاريخ
تشكل النقوش الصغيرة (إلى جانب المطبوعات غير البريدية الأخرى المشابهة) مجموعة منفصلة من الطوابع. لا تستخدم عمومًا لدفع ثمن المراسلات البريدية، على الرغم من أنه من الممكن توزيعها من خلال مكاتب البريد. تحول العائدات من بيع النقوش الصغيرة إلى أغراض خيرية كما في حالة الطوابع الخيرية كما حصل في حالة دعم مكاتب القروض الحكومية (فرنسا عام 1927)، وعمال البريد الذين يعانون من مرض السل (اليونان عام 1940)، وغيرها.
ظهرت أول طوابع خيرية في عام 1904 في الدنمارك لجمع الأموال لصندوق مكافحة مرض السل. تم طرح الطوابع للبيع في عيد الميلاد ولذلك أطلق عليها اسم "طوابع عيد الميلاد". وبعد ذلك، بدأ إنتاج مثل هذه الطوابع في بلدان أخرى. كان شراء الطوابع الخيرية طوعياً، ولكن في عدد من البلدان، كانت هذه الطوابع متاحة للبيع الإلزامي عادة لفترة زمنية محددة. ظهرت أول طوابع بريدية خيرية إلزامية الشراء في البرتغال عام 1911 لإنشاء صندوق لمساعدة الفقراء. في جمهورية روسيا الاتحادية الاشتراكية السوفييتية، كان شراء هذه الطوابع طوعيًا.